# Marina (prénom)
Pour les articles homonymes, voir Marina et Sainte Marine.
Marina est un prénom féminin dans plusieurs langues, il est issu ultimement du latin marinus « marin ». La forme française est Marine. Marinella est un dérivé corse et italien.
Ce prénom est fêté le 20 juillet, ou localement le 17 juillet ou le 18 juin, selon la sainte chrétienne auquel le prénom est dédié.

## Quelques personnes notables
- Marina, chanteuse du groupe Marousse
- Marina Anissina, patineuse artistique russe

- Marina Cicogna, productrice de cinéma italienne

- Marina Diamandis, plus connue sous son nom de scène Marina and the Diamonds, auteure-compositrice-interprète galloise et grecque

- Marina Foïs, actrice française

- Marina Kaye, chanteuse française

- Marina Latorre, écrivaine, journaliste et galeriste chilienne

- Marina Orsini, actrice, animatrice de radio et de télévision québécoise
- Marina Rossell, chanteuse catalane

- Marina Tsvetaïeva, poétesse russe

- Marina Vénache, chanteuse française
- Marina Vlady, actrice française.